# Raccogliendo i pensieri
Raccogliendo i pensieri è il terzo album del cantautore Luca Sepe pubblicato nel 2004.

## Tracce
1. Un po' di te - (Nuova versione)
2. Piccola rosa di maggio
3. Voglio essere un distratto
4. Chiara
5. Padre
6. Mi accorgo di me
7. Ogni nuovo amore
8. T'ho scritto una canzone
9. 60 secondi
10. Mi accorgo di me
11. Come fai
12. Come fai